# Gail Fisher
Gail Fisher (Orange, 18 agosto 1935 – Culver City, 2 dicembre 2000) è stata un'attrice statunitense.
Fu una delle prime attrici afroamericane ad ottenere ruoli di rilievo nella TV statunitense.
Fu nota soprattutto per la sua partecipazione, tra il 1968 e il 1975, al telefilm Mannix, dove interpretava Peggy Fair. Per questa sua interpretazione vinse un premio Emmy nel 1970 (Miglior attrice non protagonista in una serie TV drammatica) e due Golden Globe, nel 1971 (Golden Globe per la miglior attrice non protagonista in una serie) e nel 1973 (Golden Globe per la miglior attrice in una serie drammatica).
Tra le altre serie in cui è sporadicamente apparsa, General Hospital, Io e i miei tre figli, Fantasilandia, Supercar.